# ربکا چمبرز
ربکا چمبرز (به ژاپنی: レベッカ・チェンバース Rebekka Chenbāsu)، یکی از شخصیت‌های ساختگی در مجموعه بازی‌های ترس و بقای رزیدنت ایول شرکت کپ‌کام می‌باشد. ربکا قهرمان اصلی بازی رزیدنت ایول صفر و یک شخصیت مکمل در بازی رزیدنت ایول است. او همچنین در رزیدنت ایول: تاریخچه آمبرلا نیز به عنوان یکی از شخصیت‌های اصلی حضور داشته‌است و در آنجا وقایع بین رزیدنت ایول صفر و رزیدنت ایول را روایت می‌کند. ربکا یک عضو تازه‌کار در گروه استارز محسوب می‌شد که دارای تخصص پزشکی بود. او در حقیقت مسئول کمک‌های اولیه در این تیم بود.

## تاریخچه
ربکا دختری با استعداد است که در سن ۱۸ سالگی از دانشگاه فارغ‌التحصیل شد. با توجه به مهارت‌های وی در بخش شیمی و پزشکی وی به جمع گروه گروه استارز درآمد. پس از تقسیم گروه استارز وارد گروه براوو شد و مسئول کمک‌های اولیه گروه شد. او جوانترین و بی‌تجربه‌ترین فرد در گروه بود و افسردگی وی باعث هرج و مرج در بین سایر اعضای گروه می‌شد. اما یکی از مزایای وی این بود که همواره علاقه داشت کاری به او سپرده شود.

## رویداد کوهستان آرکلی
در ۲۳ ژوئیه ۱۹۹۸ ربکا به همراه تیم براووی استارز به کوهستان آرکلی اعزام شد تا از راز قتل‌های مرموز آنجا پرده بردارد. اما در همین حال هلیکوپتر تیم براوو در جنگل دچار نقص فنی شد و آن‌ها مجبور به فرود اضطراری شدند. در طول جستجوی تیم براوو در جنگل، آنها به جسد یک پلیس و یک ماشین ون که در آن اسنادی از یک زندانی به نام بیلی کوئن است برخورد می‌کنند. بیلی کوئن کسی بود که قرار بود از آن سمت جنگل به جای دیگری منتقل شود. پس از مدتی ربکا از گروه جدا شده و قطار اختصاصی مخفی شرکت آمبرلا را پیدا کرد. او در قطار با یک زندانی فراری به نام بیلی کوئن برخورد کرده و مجبور می‌شود که برای زنده ماندن، با او همراه شود. ربکا و بیلی با استفاده از قطار، به ساختمان شعبه کارآموزی آمبرلا می‌رسند. در آنجا بیلی سرگذشتش را برای ربکا تعریف می‌کند؛ بنابراین بی گناهی بیلی برای ربکا ثابت می‌شود. پس از پشت سر گذاشتن مشقت‌های فراوان و مبارزه با B.O.Wهای متعدد، سرانجام آن دو با عامل اصلی این فجایع یعنی دکتر جیمز مارکوس روبرو شده و آن را نابود می‌کنند. سپس ربکا از بیلی جدا شده و وارد عمارت اسپنسر می‌شود تا اعضای تیمش را پیدا کند.

## رویداد عمارت
ربکا پس از ورود به عمارت اسپنسر، با یکی دیگر از اعضای تیم براوو به نام ریچارد آیکن همراه می‌شود. ولی پس از مدتی پیشروی، آن دو توسط یک مار غول پیکر مورد حمله قرار گرفته و ریچارد به شدت مجروح می‌شود. تا اینکه بالاخره کمک از راه می‌رسد. یکی از اعضای تیم آلفای استارز به نام کریس ردفیلد موفق می‌شود که ربکا و ریچارد را پیدا کند. اما اندکی بعد ریچارد توسط یک کوسه غول پیکر به نام نپتون بلعیده می‌شود. کریس و ربکا برای فرار از عمارت اسپنسر، با یکدیگر همکاری می‌کنند. تا اینکه سرانجام ربکا یک سیستم نابودسازی خودکار را در آزمایشگاه زیرزمینی عمارت فعال می‌کند. سپس کریس و ربکا به همراه جیل ولنتاین و بری برتون موفق می‌شوند که با استفاده از هلیکوپتر خلبان تیم آلفا یعنی براد ویکرز، از مهلکه فرار کنند. درست لحظاتی پیش از اینکه عمارت و آزمایشگاه زیرزمینی آن، با خاک یکسان شود.
پس از بازگشت به شهر راکون، ربکا گزارشی دروغین مبنی بر مرگ بیلی را به مقامات مربوط ارائه می‌دهد تا از کانون توجه پلیس خارج شود.